# Tümlauer-Koog
Tümlauer-Koog (danese Tumlaus Kog) è un comune tedesco del circondario della Frisia Settentrionale nello Schleswig-Holstein.

## Geografia fisica
Tümlauer Koog si trova nella parte occidentale della penisola di Eiderstedt, tra la baia di Tümlauer e Sankt Peter-Ording.

## Storia
La bonifica di Tümlauer-Koog è stata completata nel 1935 e dedicata al gerarca nazista Hermann Göring con il nome Hermann-Göring-Koog che durò fino al 1945.